# گورستان باستانی خارک
 گورستان باستانی خارک  واقع در جزیرهٔ خارک، در بخش مرکزی شهرستان بندر بوشهر یکی از آثارهای تاریخی و از نقاط دیدنی استان بوشهر در جنوب ایران است.
«گورستان باستانی خارک» در قسمتی از کوهستان جزیره خارک قبرهای زیادی وجود دارد که با توجه به عمق کم و سطح مدور برخی از آن‌ها، این قبرها را می‌توان به زرتشتیان نسبت داد. بر روی بعضی از قبرها که مدخل‌های کوتاهی دارند نقش صلیب وجود دارد که نشان می‌دهد که مسیحیان نیز مرده‌های خود را در آن‌ها به خاک می‌سپرده‌اند. 
باستان شناسان حدود قبر را در گورستانی در قسمت خاوری جزیره شکافته‌اند که همگی به اواخر دورهٔ ساسانی مربوط است، در گور مردان
چیزهایی به دست نیامده ولی در قبر زنان شیشه‌های کوچکی که احتمالاً در آن عطر می‌ریختند و هم چنین جواهرات کم ارزش همانند حلقه انگشتری و آینه‌های مفرغی پیدا شده‌است.